# Saba (Sure)

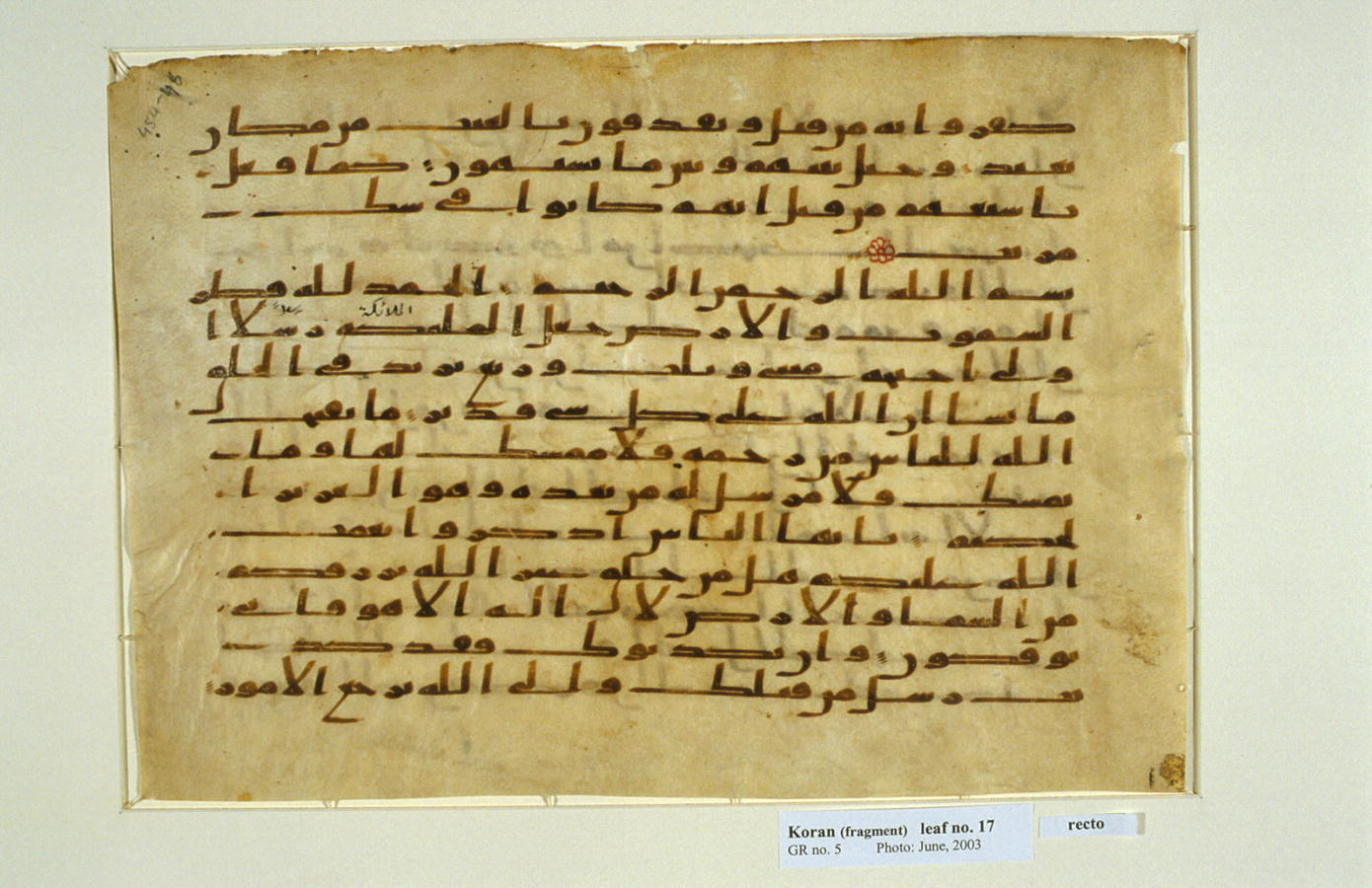
Manuskript aus dem 8. Jahrhundert, mit Vers 53–54 von Sure 34 und den ersten vier Versen von Sure 35

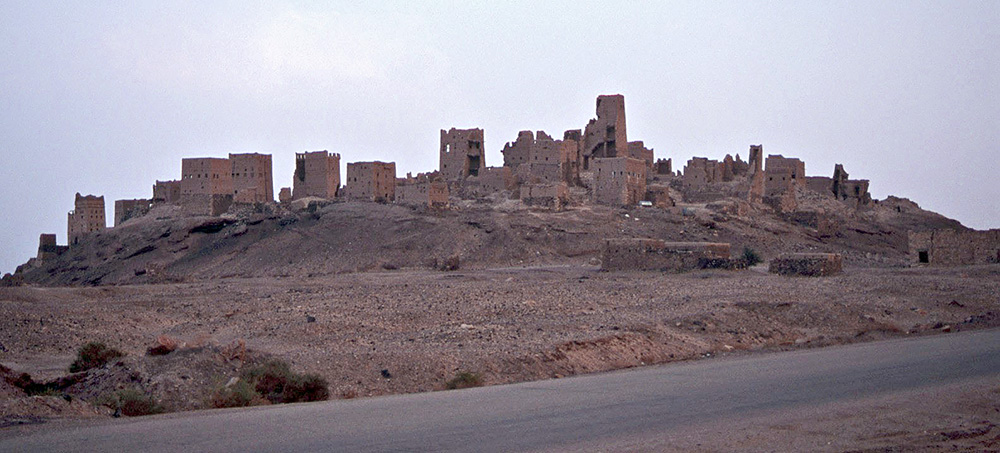
Der weitgehend verlassene alte Teil der Stadt Ma'rib

Saba (arabisch سبأ Sabaʾ ‚Sabäer‘) ist die 34. Sure des Korans, sie enthält 54 Verse. Die Verkündigung der Sure fällt in die dritte mekkanische Periode (620–622). Eine Unsicherheit besteht in der Frage, ob Vers 6 als mekkanisch oder medinisch zu gelten hat.
Die meisten Themen der Sure finden sich häufig in der mekkanischen Periode: Allmacht Gottes, Verstocktheit der Ungläubigen und ihre Lage am Jüngsten Tag, prophetische Botschaft und Drohung mit dem göttlichen Gericht. Die Verse 10–14 erwähnen David und seinen Sohn Salomo. David wird als Psalmensänger und Waffenschmied beschrieben, für den das Eisen erweicht wird, woraus er Kettenpanzerhemden fertigt. Salomo standen einige Dschinn zu Dienste, die für ihn bauliche und handwerkliche Arbeiten ausführten und seinen Tod nicht zur Kenntnis nehmen wollten.
Eine Besonderheit stellen jedoch die Verse 15–19 dar, in denen die Bewohner des antiken Reiches von Saba genannt werden, die namensgebenden Sabäer. Der Abschnitt schildert das Bersten des Staudamms von Ma'rib (مأرب), der Hauptstadt des Reiches von Saba. Der Dammbruch hatte eine Wasserkatastrophe zur Folge, worauf in Saba Tamarisken und wenige Ziziphusbäume gewachsen seien.